# Pallacanestro Varese 2014-2015
Questa voce raccoglie le informazioni riguardanti la Pallacanestro Varese nelle competizioni ufficiali della stagione 2014-2015.

## Stagione
La stagione 2014-2015 della Pallacanestro Varese, sponsorizzata Openjobmetis, è la 66ª nel massimo campionato italiano di pallacanestro.
La guida tecnica della squadra viene affidata a Gianmarco Pozzecco, che fa ritorno nella città giardino dopo i trascorsi da giocatore.
Il 2 luglio il consiglio di amministrazione nomina Stefano Coppa nuovo presidente della società, mentre Francesco Vescovi assume il ruolo di general manager.
Gli unici giocatori confermati rispetto alla stagione precedente sono François Affia Ambadiang e Jacopo Balanzoni. Nella finestra estiva di mercato si vanno ad aggiungere al roster i play Dawan Robinson e Willie Deane, le guardie Andy Rautins e Andrea Casella, le ali Craig Callahan, Kristjan Kangur, Stanley Okoye, Yakhouba Diawara e il centro Ed Daniel.
La stagione parte ufficialmente il 28 agosto con il ritrovo al PalaWhirlpool per l'inizio della preparazione atletica. Lo stesso giorno viene annunciato l'accordo con Openjobmetis, che diventa il nuovo main sponsor della società. Per questo motivo la squadra assume la denominazione di Pallacanestro Openjobmetis Varese. Dal 1º settembre la squadra è in ritiro a Chiavenna.
L'esordio in campionato avviene il 12 ottobre in occasione del derby contro Cantù, e vede i biancorossi vincere 93-84. Fa seguito la vittoria sul campo di Pesaro. Dopo queste due vittorie giungono sei sconfitte consecutive e l'infortunio di Kangur, operato di ernia alla schiena.
Il 12 novembre, in sostituzione dell'estone, si unisce alla squadra l'ala piccola Christian Eyenga.
Il mese di dicembre porta in dote tre vittorie contro Brindisi, Bologna e Caserta, seguite da altrettante sconfitte contro Sassari, Capo d'Orlando e Pistoia. Il girone di andata si chiude con una vittoria sul campo di Avellino.
Il 14 gennaio la società annuncia di aver messo sotto contratto il playmaker americano Eric Maynor. Successivamente, il 19 gennaio, Dawan Robinson viene tagliato dal roster.
All'inizio del girone di ritorno rientra dall'infortunio Kangur ma, contemporaneamente, Pozzecco deve fare a meno di Diawara, sottoposto a un intervento di ricostruzione della retina. Cantù fa suo il derby di ritorno, così come Pesaro si vendica della sconfitta patita all'andata, facendo sprofondare i biancorossi al terzultimo posto della classifica di Serie A.
Il 6 febbraio il centro François Affia Ambadiang, mai tesserato ma solo utilizzato per gli allenamenti, rescinde l'accordo con Varese e viene ingaggiato dal Pisaurum.
Il reparto lunghi subisce un nuovo cambiamento quando, il 10 febbraio, viene inserito nel roster il centro Johndre Jefferson, in uscita dalla Pallacanestro Mantovana, che prende il posto di Ed Daniel, a sua volta diretto a Cremona.
Dopo le ulteriori sconfitte contro Reggio Emilia e Venezia, il 19 febbraio Francesco Vescovi rassegna le dimissioni dal ruolo di consigliere di amministrazione e general manager della società, mentre il 24 febbraio successivo coach Gianmarco Pozzecco lascia l'incarico di capo allenatore. Al suo posto subentra Attilio Caja fino al termine della stagione.
Il 27 febbraio Willie Deane viene ceduto al Krasny Oktyabar. Così, dopo Robinson, lascia la squadra anche il secondo playmaker che originariamente componeva il roster biancorosso. In sostituzione viene ingaggiato il finlandese Antero Lehto.
L'esordio di Caja sulla panchina di Varese è segnato dalla sconfitta sul campo di Trento, a cui fa seguito la vittoria casalinga contro Roma. Le successive quattro partite portano una vittoria, ottenuta in casa contro Cremona, e tre sconfitte, patite contro Milano, Brindisi e Bologna.
Varese, infine, riesce ad ottenere la salvezza mettendo a segno quattro vittorie consecutive battendo Caserta, Sassari, Capo d'Orlando e Pistoia. La stagione si chiude con la sconfitta in casa per mano di Avellino.

## Roster

### Staff tecnico e dirigenziale
- Allenatore: Attilio Caja
- Vice-allenatore: Ugo Ducarello
- Assistente: Matteo Jemoli
- Preparatore Atletico: Marco Armenise
- Staff Medico: Ambrogio Bianchini
- Staff Medico: Stefano Sella
- Staff Medico: Daniele Marcolli
- Fisioterapista: Mauro Bianchi
- Fisioterapista: Davide Zonca

- Presidente: Stefano Coppa
- Vicepresidente: Monica Salvestrin
- Direttore Sportivo: Simone Giofrè
- Team Manager: Massimo Ferraiuolo
- Area Sportiva e Organizzativa: Mario Oioli
- Responasbile Marketing: Luna Tovaglieri
- Assistente Marketing: Elisa Fabris
- Responsabile Ufficio Stampa: Davide Minazzi
- Ufficio Stampa: Davide Riva
- Amministrazione: Sara Patitucci
- Responsabile Logistica e Biglietteria: Raffaella Demattè
- Biglietteria: Luca Maffioli
- Logistica PalaWhirlpool: Giancarlo Bottelli
- Logistica PalaWhirlpool: Ennio Lorigiola
- Dirigente Addetto agli Arbitri: Alessandro Galleani
- Accoglienza Squadra Ospite: Angelo Daverio
- Centralino: Gianluigi D'Agostino
- Resp.le Settore Giovanile: Bruno Bianchi
- Resp.le Tecnico Settore Giovanile: Andrea Meneghin
- Responsabile Minibasket: Marina Parma
- Coordinatore Sett. Giovanile e Minibasket: Andrea Sterzi
- Segreteria Settore Giovanile: Aldo Monti
- Responsabile Statistiche: Paolo Salmini

## Mercato
| Arrivi | Arrivi             | Arrivi             | Arrivi        |
| R      | Nome               | da                 | Modalità      |
| ------ | ------------------ | ------------------ | ------------- |
| G      | Andy Rautins       | Skyl. Francoforte  | definitivo    |
| A      | Craig Callahan     | Scaligera Verona   | definitivo    |
| C      | Ed Daniel          | Pistoia Basket     | definitivo    |
| P      | Dawan Robinson     | Barak Netanya      | definitivo    |
| A      | Kristjan Kangur    | Olimpia Milano     | definitivo    |
| A      | Stanley Okoye      | Perth Redbacks     | definitivo    |
| A      | Yakhouba Diawara   | BCM Gravelines     | definitivo    |
| G      | Andrea Casella     | Veroli Basket      | definitivo    |
| P      | Willie Deane       | Olimpia Milano     | definitivo    |
| ALL    | Gianmarco Pozzecco | Orlandina          | definitivo    |
| G      | Nicola Bertoglio   | Sangiorgese Basket | fine prestito |

| Partenze | Partenze          | Partenze          | Partenze       |
| R        | Nome              | a                 | Modalità       |
| -------- | ----------------- | ----------------- | -------------- |
| C        | Marko Šćekić      | Free agent        | fine contratto |
| AG       | Dušan Šakota      | Free agent        | fine contratto |
| AP       | Erik Rush         | Viola R. Calabria | fine contratto |
| G        | Adrian Banks      | Scandone Avellino | fine contratto |
| P        | Andrea De Nicolao | Scaligera Verona  | fine contratto |
| P        | Terrell Stoglin   | Free agent        | fine contratto |
| C        | Linton Johnson    | Pistoia Basket    | fine contratto |
| G        | Nicola Mei        | Vanoli Cremona    | fine contratto |
| G        | Ebi Ere           | Caciq. de Humacao | fine contratto |
| AP       | Achille Polonara  | Pall. Reggiana    | fine contratto |
| ALL      | Stefano Bizzozi   | Scandone Avellino | fine contratto |
| G        | Nicola Bertoglio  | Basket 7 Laghi    | prestito       |

## Risultati

### Serie A

#### Regular season

##### Girone di andata
| Arbitri: | Alessandro Vicino (Argelato) Gianluca Sardella (Rimini) Guido Federico Di Francesco (Termoli) |

|                               |            |                                      |
| Diawara 28 Kangur 16 Deane 14 | Punti      | 22 Johnson-Odom 19 Feldeine 14 Jones |
| Robinson 6                    | Assist     | 3 Johnson-Odom                       |
| Daniel 9                      | Rimbalzi   | 6 Hollis, Williams                   |
| Gianmarco Pozzecco            | Allenatori | Stefano Sacripanti                   |

| Arbitri: | Tolga Sahin (Messina) Mark Bartoli (Trieste) Luca Weidmann (Campobasso) |

|                           |            |                                           |
| Myles 19 Musso 16 Ross 15 | Punti      | 24 Diawara 17 Rautins, Robinson 16 Kangur |
| Kendall Williams 4        | Assist     | 2 Kangur, Diawara                         |
| Reddic 8                  | Rimbalzi   | 11 Kangur                                 |
| Sandro Dell'Agnello       | Allenatori | Gianmarco Pozzecco                        |

| Arbitri: | Roberto Chiari (Ponzano Veneto) Fabrizio Paglialunga (Taranto) Michele Rossi (Anghiari) |

|                                                       |            |                                                                 |
| Yakhouba Diawara 27 Andy Rautins 22 Dawan Robinson 19 | Punti      | 32 Amedeo Della Valle 23 Andrea Cinciarini 17 Rimantas Kaukėnas |
| Kristjan Kangur 8                                     | Assist     | 5 Rimantas Kaukėnas, Andrea Cinciarini                          |
| Yakhouba Diawara 10                                   | Rimbalzi   | 14 Achille Polonara                                             |
| Gianmarco Pozzecco                                    | Allenatori | Massimiliano Menetti                                            |

| Arbitri: | Gianluca Mattioli (Pesaro) Carmelo Paternicò (Piazza Armerina) Beniamino Manuel Attard (Priolo Gargallo) |

|                                               |            |                                              |
| Jeff Viggiano 27 Phil Goss 21 Hrvoje Perić 16 | Punti      | 21 Andy Rautins 17 Ed Daniel 16 Willie Deane |
| Phil Goss 7                                   | Assist     | 5 Willie Deane                               |
| Julyan Stone 10                               | Rimbalzi   | 9 Stan Okoye                                 |
| Carlo Recalcati                               | Allenatori | Gianmarco Pozzecco                           |

| Arbitri: | Roberto Begnis (Crema) Mark Bartoli (Trieste) Massimiliano Filippini (San Lazzaro) |

|                                            |            |                                           |
| Y. Diawara 22 D. Robinson 18 A. Rautins 16 | Punti      | 20 J. Owens 14 D. Pascolo 10 M. Spanghero |
| D. Robinson 8                              | Assist     | 5 T. Mitchell                             |
| A. Rautins, E. Daniel, S. Okoye 8          | Rimbalzi   | 10 D. Pascolo                             |
| Gianmarco Pozzecco                         | Allenatori | Maurizio Buscaglia                        |

| Arbitri: | Paolo Taurino (Vignola) Enrico Sabetta (Termoli) Luca Weidmann (Campobasso) |

|                                                        |            |                                                      |
| M. De Zeeuw, R. Stipčević 18 B. Triche 14 K. Gibson 12 | Punti      | 24 Y. Diawara 12 E. Daniel, D. Robinson, C. Callahan |
| sei giocatori 2                                        | Assist     | 4 W. Deane                                           |
| J. Morgan 11                                           | Rimbalzi   | 6 E. Daniel                                          |
| Luca Dalmonte                                          | Allenatori | Gianmarco Pozzecco                                   |

| Arbitri: | Lanzarini (Bologna) Bettini (Bologna) Ranaudo (Milano) |

|                                           |            |                                        |
| Y. Diawara 22 D. Robinson 21 E. Daniel 17 | Punti      | 37 M. Brooks 17 N. Melli 16 S. Samuels |
| D. Robinson 6                             | Assist     | 4 S. Samuels                           |
| E. Daniel 7                               | Rimbalzi   | 7 M. Brooks                            |
| Gianmarco Pozzecco                        | Allenatori | Luca Banchi                            |

| Arbitri: | Manuel Mazzoni (Grosseto) Michele Rossi (Anghiari) Fabrizio Paglialunga (Taranto) |

|                                                            |            |                                                                 |
| Kenny Hayes 24 Luca Vitali, Marco Cusin 10 Cameron Clark 8 | Punti      | 12 Stan Okoye 9 Yakhouba Diawara, Dawan Robinson 8 Andy Rautins |
| Luca Vitali 6                                              | Assist     | 4 Yakhouba Diawara                                              |
| Marco Cusin 14                                             | Rimbalzi   | 9 Yakhouba Diawara                                              |
| Cesare Pancotto                                            | Allenatori | Ugo Ducarello                                                   |

| Arbitri: | Enrico Sabetta (Termoli) Massimiliano Filippini (San Lazzaro) Emanuele Aronne (Viterbo) |

|                                                              |            |                                                       |
| Delroy James, Marcus Denmon 15 Jacob Pullen 14 James Mays 10 | Punti      | 24 Andy Rautins 12 Craig Callahan 11 Yakhouba Diawara |
| Elston Turner 4                                              | Assist     | 5 Andy Rautins                                        |
| Andrea Zerini 5                                              | Rimbalzi   | 12 Ed Daniel                                          |
| Piero Bucchi                                                 | Allenatori | Ugo Ducarello                                         |

| Arbitri: | Tolga Sahin (Ponzano Veneto) Roberto Chiari (Messina) Evangelista Caiazza (Arzano) |

|                                                                      |            |                                                      |
| Dawan Robinson, Christian Eyenga 18 Ed Daniel 17 Yakhouba Diawara 12 | Punti      | 19 Okaro White 17 Jeremy Hazell 13 Simone Fontecchio |
| Andy Rautins 4                                                       | Assist     | 2 Abdul Gaddy, Allan Ray                             |
| Ed Daniel 9                                                          | Rimbalzi   | 5 Gino Cuccarolo, Abdul Gaddy, Allan Ray             |
| Gianmarco Pozzecco                                                   | Allenatori | Giorgio Valli                                        |

| Arbitri: | Saverio Lanzarini (Bologna) Alessandro Vicino (Argelato) Fabrizio Paglialunga (Taranto) |

|                                                    |            |                                                  |
| Sam Young 27 Aleksandar Ćapin 15 Carleton Scott 13 | Punti      | 25 Willie Deane 14 Yakhouba Diawara 13 Ed Daniel |
| Sam Young 3                                        | Assist     | 5 Andy Rautins                                   |
| Carleton Scott 8                                   | Rimbalzi   | 9 Christian Eyenga                               |
| Zare Markovski                                     | Allenatori | Gianmarco Pozzecco                               |

| Arbitri: | Luigi Lamonica (Roseto degli Abruzzi) Roberto Begnis (Crema) Denny Borgioni (Roma) |

|                                  |            |                                       |
| Robinson 27 Daniel 23 Diawara 20 | Punti      | 40 Sosa 30 Jerome DysonDyson 19 Lawal |
| Robinson 9                       | Assist     | 5 Sosa                                |
| Daniel 13                        | Rimbalzi   | 11 Lawal                              |
| Gianmarco Pozzecco               | Allenatori | Romeo Sacchetti                       |

| Arbitri: | Maurizio Biggi (Castel San Giovanni) Dino Seghetti (Livorno) Beniamino Manuel Attard (Priolo Gargallo) |

|                                                    |            |                                                           |
| Austin Freeman 24 Dominique Archie 17 Sek Henry 14 | Punti      | 22 Dawan Robinson 16 Yakhouba Diawara 11 Christian Eyenga |
| Sek Henry 6                                        | Assist     | 6 Dawan Robinson                                          |
| Dominique Archie, Dario Hunt 10                    | Rimbalzi   | 6 Ed Daniel, Christian Eyenga                             |
| Giulio Griccioli                                   | Allenatori | Gianmarco Pozzecco                                        |

| Arbitri: | Manuel Mazzoni (Grosseto) Carmelo Lo Guzzo (Pisa) Luca Weidmann (Campobasso) |

|                                                 |            |                                                         |
| Dawan Robinson 20 Ed Daniel 10 Craig Callahan 9 | Punti      | 18 C.J. Williams 16 Landon Milbourne 14 Valerio Amoroso |
| Willie Deane 4                                  | Assist     | 4 Langston Hall                                         |
| Ed Daniel 11                                    | Rimbalzi   | 11 C.J. Williams                                        |
| Gianmarco Pozzecco                              | Allenatori | Paolo Moretti                                           |

| Arbitri: | Paolo Taurino (Vignola) Emanuele Aronne (Viterbo) Denis Quarta (Rivalta di Torino) |

|                                                      |            |                                                     |
| Adrian Banks 18 Justin Harper 11 Riccardo Cortese 10 | Punti      | 21 Andy Rautins 17 Dawan Robinson 16 Craig Callahan |
| Ádám Hanga, Daniele Cavaliero 3                      | Assist     | 7 Dawan Robinson                                    |
| O.D. Anosike 10                                      | Rimbalzi   | 12 Craig Callahan                                   |
| Francesco Vitucci                                    | Allenatori | Gianmarco Pozzecco                                  |

##### Girone di ritorno
| Arbitri: | Gianluca Mattioli (Pesaro) Gianluca Sardella (Rimini) Beniamino Manuel Attard (Priolo Gargallo) |

|                                                                           |            |                                                    |
| DeQuan Jones 26 James Feldeine, Stefano Gentile 14 Darius Johnson-Odom 10 | Punti      | 20 Craig Callahan 15 Christian Eyenga 14 Ed Daniel |
| Darius Johnson-Odom 5                                                     | Assist     | 11 Eric Maynor                                     |
| DeQuan Jones 7                                                            | Rimbalzi   | 5 Andy Rautins, Craig Callahan, Christian Eyenga   |
| Stefano Sacripanti                                                        | Allenatori | Gianmarco Pozzecco                                 |

| Arbitri: | Carmelo Paternicò (Piazza Armerina) Enrico Sabetta (Termoli) Massimiliano Filippini (San Lazzaro) |

|                                                                  |            |                                                   |
| Christian Eyenga 19 Eric Maynor 12 Andy Rautins, Willie Deane 10 | Punti      | 23 Chris Wright 14 Bernardo Musso 13 Péter Lóránt |
| Eric Maynor 6                                                    | Assist     | 5 Chris Wright                                    |
| Craig Callahan. Kristjan Kangur 8                                | Rimbalzi   | 10 LaQuinton Ross                                 |
| Gianmarco Pozzecco                                               | Allenatori | Riccardo Paolini                                  |

| Arbitri: | Manuel Mazzoni (Grosseto) Mark Bartoli (Trieste) Dario Morelli (Brindisi) |

|                                                        |            |                                               |
| Riccardo Cervi 16 Andrea Cinciarini 14 Ojārs Siliņš 12 | Punti      | 20 Andy Rautins 14 Craig Callahan 8 Ed Daniel |
| Drake Diener 5                                         | Assist     | 4 Eric Maynor                                 |
| Achille Polonara, Riccardo Cervi 12                    | Rimbalzi   | 8 Kristjan Kangur                             |
| Massimiliano Menetti                                   | Allenatori | Gianmarco Pozzecco                            |

| Arbitri: | Carmelo Paternicò (Piazza Armerina) Enrico Sabetta (Termoli) Fabrizio Paglialunga (Taranto) |

|                                                                         |            |                                                            |
| Andy Rautins, Johndre Jefferson 12 Craig Callahan 10 Christian Eyenga 8 | Punti      | 16 Hrvoje Perić 13 Phil Goss, Julyan Stone 9 Jeff Viggiano |
| Eric Maynor 5                                                           | Assist     | 3 Julyan Stone, Jeff Viggiano                              |
| Christian Eyenga 9                                                      | Rimbalzi   | 14 Julyan Stone                                            |
| Gianmarco Pozzecco                                                      | Allenatori | Carlo Recalcati                                            |

| Arbitri: | Paolo Taurino (Vignola) Gabriele Bettini (Bologna) Beniamino Manuel Attard (Priolo Gargallo) |

|                                                |            |                                                                      |
| Tony Mitchell 14 Keaton Grant 12 Josh Owens 10 | Punti      | 19 Eric Maynor 12 Andrea Casella, Christian Eyenga 8 Kristjan Kangur |
| Andrés Forray 5                                | Assist     | 6 Eric Maynor                                                        |
| Tony Mitchell 10                               | Rimbalzi   | 10 Johndre Jefferson                                                 |
| Maurizio Buscaglia                             | Allenatori | Attilio Caja                                                         |

| Arbitri: | Tolga Sahin (Messina) Dino Seghetti (Livorno) Denis Quarta (Rivalta di Torino) |

|                                                              |            |                                                                             |
| Christian Eyenga 18 Yakhouba Diawara 16 Johndre Jefferson 15 | Punti      | 22 Rok Stipčević 11 Austin Freeman, Jordan Morgan 10 Bobby Jones, Ndudi Ebi |
| Eric Maynor 9                                                | Assist     | 6 Austin Freeman                                                            |
| Stan Okoye, Johndre Jefferson 12                             | Rimbalzi   | 7 Jordan Morgan                                                             |
| Attilio Caja                                                 | Allenatori | Luca Dalmonte                                                               |

| Arbitri: | Paolo Taurino (Vignola) Gabriele Bettini (Bologna) Fabrizio Paglialunga (Taranto) |

|                                                                  |            |                                                       |
| MarShon Brooks 15 Joe Ragland, Alessandro Gentile, David Moss 10 | Punti      | 17 Eric Maynor 15 Johndre Jefferson 13 Craig Callahan |
| Daniel Hackett 7                                                 | Assist     | 4 Kristjan Kangur                                     |
| Frank Elegar, Samardo Samuels 6                                  | Rimbalzi   | 8 Craig Callahan                                      |
| Luca Banchi                                                      | Allenatori | Attilio Caja                                          |

| Arbitri: | Tolga Sahin (Messina) Dino Seghetti (Livorno) Evangelista Caiazza (Arzano) |

|                                                          |            |                                             |
| Christian Eyenga 23 Johndre Jefferson 17 Andy Rautins 15 | Punti      | 25 Kenny Hayes 15 Luca Vitali 14 James Bell |
| Eric Maynor 7                                            | Assist     | 7 Luca Vitali                               |
| Johndre Jefferson 13                                     | Rimbalzi   | 7 Cameron Clark                             |
| Attilio Caja                                             | Allenatori | Cesare Pancotto                             |

| Arbitri: | Roberto Begnis (Crema) Lorenzo Baldini (Firenze) Denny Borgioni (Roma) |

|                                                        |            |                                                |
| Christian Eyenga 27 Andy Rautins 17 Kristjan Kangur 14 | Punti      | 29 Marcus Denmon 23 James Mays 14 Jacob Pullen |
| Eric Maynor 13                                         | Assist     | 5 Delroy James                                 |
| Andy Rautins 7                                         | Rimbalzi   | 14 James Mays                                  |
| Attilio Caja                                           | Allenatori | Piero Bucchi                                   |

| Arbitri: | Carmelo Paternicò (Piazza Armerina) Enrico Sabetta (Termoli) Gianluca Calbucci (Pomezia) |

|                                                                 |            |                                                       |
| Okaro White, Allan Ray 18 Jeremy Hazell 17 Simone Fontecchio 11 | Punti      | 18 Eric Maynor 17 Craig Callahan 11 Johndre Jefferson |
| Abdul Gaddy 7                                                   | Assist     | 9 Eric Maynor                                         |
| Okaro White 9                                                   | Rimbalzi   | 12 Andy Rautins                                       |
| Giorgio Valli                                                   | Allenatori | Attilio Caja                                          |

| Arbitri: | Alessandro Martolini (Roma) Michele Rossi (Anghiari) Dario Morelli (Brindisi) |

|                                                      |            |                                                        |
| Christian Eyenga 25 Eric Maynor 20 Craig Callahan 11 | Punti      | 19 Carleton Scott 18 Dejan Ivanov 11 Michele Antonutti |
| Eric Maynor 8                                        | Assist     | 8 Ronald Moore                                         |
| Christian Eyenga 9                                   | Rimbalzi   | 10 Carleton Scott, Dejan Ivanov                        |
| Attilio Caja                                         | Allenatori | Vincenzo Esposito                                      |

| Arbitri: | Roberto Chiari (Ponzano Veneto) Maurizio Biggi (Castel San Giovanni) Carmelo Lo Guzzo (Pisa) |

|                                                |            |                                                      |
| Rakim Sanders 20 Jeff Brooks 12 Shane Lawal 10 | Punti      | 21 Eric Maynor 20 Christian Eyenga 14 Craig Callahan |
| Jerome Dyson 5                                 | Assist     | 7 Eric Maynor                                        |
| Shane Lawal 12                                 | Rimbalzi   | 9 Christian Eyenga                                   |
| Romeo Sacchetti                                | Allenatori | Attilio Caja                                         |

| Arbitri: | Paolo Taurino (Vignola) Gabriele Bettini (Bologna) Luca Weidmann (Campobasso) |

|                                                |            |                                                               |
| Stan Okoye 22 Andy Rautins 15 Craig Callahan 8 | Punti      | 19 Tyrus McGee 13 Sek Henry 8 Gianluca Basile, Sandro Nicević |
| Eric Maynor 6                                  | Assist     | 3 tre giocatori                                               |
| tre giocatori 9                                | Rimbalzi   | 5 Dario Hunt                                                  |
| Attilio Caja                                   | Allenatori | Giulio Griccioli                                              |

| Arbitri: | Alessandro Martolini (Roma) Michele Rossi (Anghiari) Dario Morelli (Brindisi) |

|                                                                   |            |                                                     |
| Ariel Filloy 19 Langston Hall, CJ Williams 18 Landon Milbourne 12 | Punti      | 32 Eric Maynor 19 Johndre Jefferson 18 Andy Rautins |
| Ariel Filloy 6                                                    | Assist     | 11 Eric Maynor                                      |
| Ariel Filloy, Valerio Amoroso 6                                   | Rimbalzi   | 14 Johndre Jefferson                                |
| Paolo Moretti                                                     | Allenatori | Attilio Caja                                        |

| Arbitri: | Carmelo Paternicò (Piazza Armerina) Enrico Sabetta (Termoli) Nicola Ranaudo (Milano) |

|                                  |            |                               |
| Jefferson 17 Eyenga 15 Maynor 13 | Punti      | 20 Banks 14 Gaines 12 Anosike |
| Maynor 6                         | Assist     | 4 Hanga                       |
| Jefferson 11                     | Rimbalzi   | 16 Anosike                    |
| Attilio Caja                     | Allenatori | Fabrizio Frates               |